# Lúcio Fundânio Lamia Eliano
Lúcio Fundânio Lamia Eliano (em latim: Lucius Fundanius Lamia Aelianus; c. 83 – 132 (49 anos) ou 136) foi um senador romano eleito cônsul em 116 com Sexto Carmínio Veto. Seu avô paterno era tio de Galéria Fundana, segunda esposa do imperador Vitélio, e seus avós maternos foram Lúcio Élio Lamia Pláucio Eliano, cônsul sufecto em 80, e Domícia Longina, que se separou dele para se casar com o imperador Domiciano.

## Carreira
Depois do consulado, Lamia foi procônsul da Ásia entre 131 e 132.

## Família
Eliano se casou com Rupília Ânia, irmã de Rupília Faustina, a esposa de Marco Ânio Vero, cônsul três vezes, avô de Marco Aurélio e sogro de Antonino Pio. As duas provavelmente eram filhas de Salonina Matídia, sobrinha de Trajano. O casal teve pelo menos um filho, Lúcio Pláucio Lamia Silvano, cônsul sufecto em 145.